# Оборона Царицына (фильм)
«Оборона Царицына» — советская двухсерийная историко-революционная киноэпопея производства киностудии «Ленфильм», 1942 год. Авторы сценария и режиссёры-постановщики братья Васильевы.
Первая серия — «Поход Ворошилова» [из ДКР в Царицын], вторая серия — «Оборона».
Первая серия фильма вышла на экраны СССР 29 марта 1942 года.

## Сюжет
Фильм о первой обороне Царицына (в 1918 году) частями Красной Армии под командованием И. В. Сталина и К. Е. Ворошилова.

## В главных ролях
- Михаил Геловани — И. В. Сталин
- Николай Боголюбов — К. Е. Ворошилов
- Михаил Жаров — казак Мартын Перчихин
- Варвара Мясникова — Катя Давыдова
- Пётр Никашин — А. Я. Пархоменко
- Павел Кадочников — Н. А. Руднев
- Владимир Гремин — Носович
- Василий Сафронов — Рындин
- Борис Бабочкин — поручик Молдавский
- Борис Дмоховский — генерал К. К. Мамонтов
- Александр Чепурнов — есаул
- Владимир Сладкопевцев — Тимофеич
- Александр Хвыля — Будённый

## Съёмочная группа
- Авторы сценария — братья Васильевы
- Постановка — братья Васильевы
- Операторы — Аполлинарий Дудко, Сергей Иванов, Александр Сигаев
- Композитор — Николай Крюков

За первую серию режиссёры Г. Васильев и С. Васильев, актёры М. Геловани, Н. Боголюбов, М. Жаров и оператор А. Сигаев получили Сталинскую премию I степени (1942)
На широкий экран вышла только первая серия киноэпопеи, и режиссёрам были поручены съёмки кинофильма «Фронт», критикующего командиров времён Гражданской войны.